# Karmelita templom (Székesfehérvár)
A székesfehérvári Szent József- és Kármelhegyi Boldogasszony-templom (közismert nevein: karmelita templom, szemináriumi templom) a város egyik fontos műemléke. A történelmi belváros legdélebbi, negyedik legnagyobb temploma, a városban a hatodik legnagyobb istenháza. A karmeliták építették 1731 és 1769 között, 1801 óta a szeminárium (papnevelde) templomaként működik. A külső megjelenésében viszonylag egyszerű épület egy rendkívül gazdag barokk belsőt rejt. Freskóit az Európa-szerte ismert mester, Franz Anton Maulbertsch készítette. A templomot Szent Józsefnek, Jézus nevelőapjának szentelték. 61 méter magas harangtornyával a város és egész Fejér vármegye egyik legmagasabb épülete.

## Története

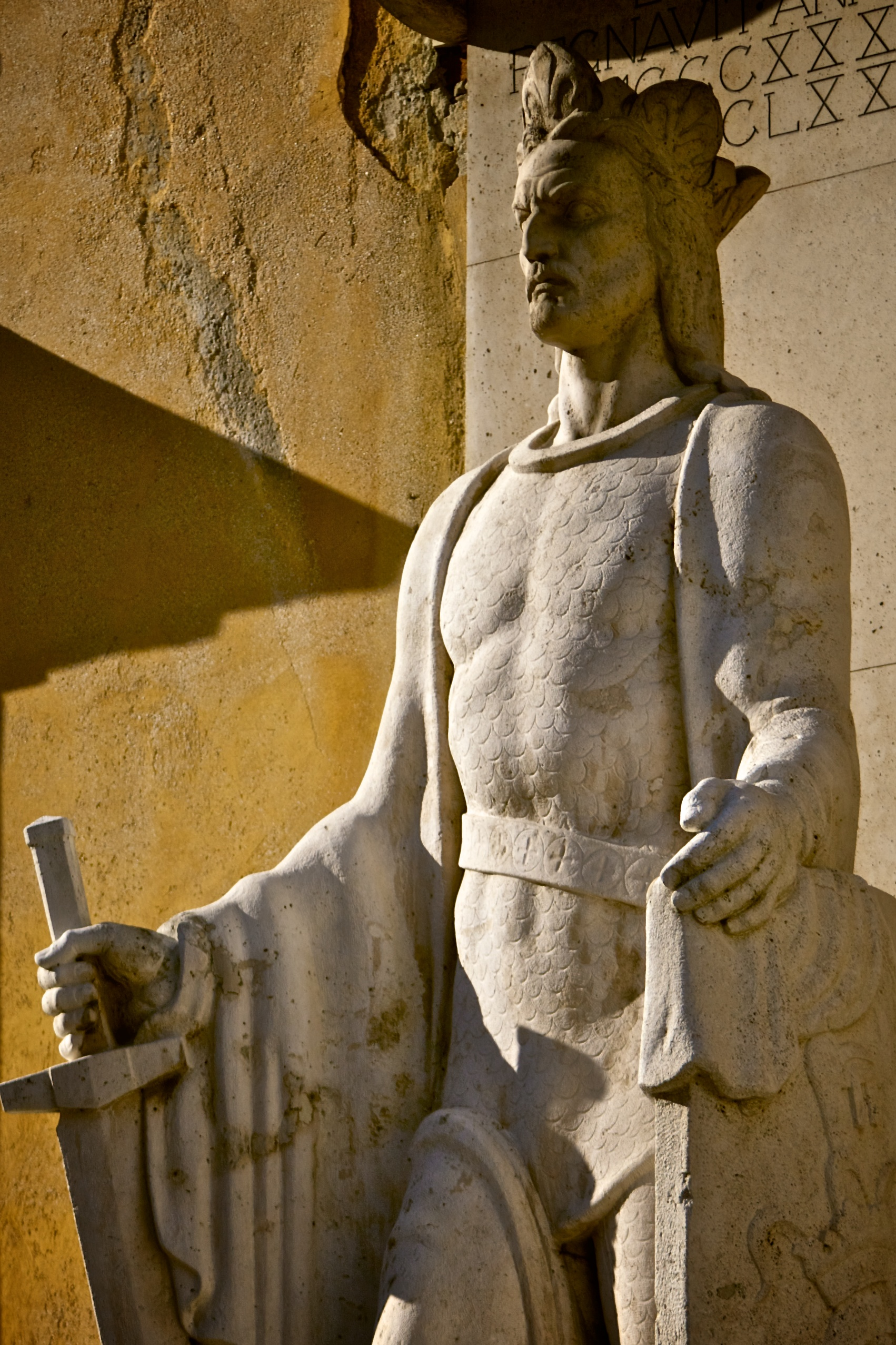
I. Lajos szobra a templom mellett

A karmelita rendet a Calabriából származó Berthold lovag - akinek egyik őse Salamon magyar király rokona volt - alapította a Haifa melletti Kármel-hegyen. A rend híresen bőkezű támogatója, Nagy Lajos király rendházat építtetett. A király szobrát ennek emlékére emelték a székesfehérvári templom mellett. A török hódoltság után Magyarországon a rend sarutlan ága kelt új életre Győrben (1687), Budán (1692), Székesfehérvárott (1730) Pesten (1896), Zomborban (1904) és Keszthelyen (1928).
A török alatt a város ostromok sorát szenvedte el. Az 1688-ban bevonuló keresztes csapatok a hálaadó szentmisét ép templom hiányában a szabad ég alatt tartották. Nyugalmat a város ezután sem lelt évtizedekig, hiszen folyamatosan zajlott a város középkori és török kori emlékeinek lerombolása.
A nagy sokára megindult újjáépítés során azonban javítás helyett tehát rombolt, az épületek építőanyagát széthordták, néhány épület és a városfalak kivételével (például Szent Anna-kápolna) elpusztítottak szinte mindent. Az újjáépítést a visszatérő szerzetesek kezdeményezték, közülük is a ferencesek voltak az elsők, akik az egykori királyi palota helyén építették fel rendházukat és külső megjelenésében egyszerű templomukat, a Szent Imre-templomot.
A karmeliták templomukat 1731-1769 között építették (bár egy korabeli feljegyzés szerint 1732 őszén az eredetileg Kármelhegyi Boldogasszony tiszteletére szentelt templomukat már használatba vették). Az építész neve nem ismert.
A templom sorsa viszontagságossá vált, amikor 1783-ban II. József király megszüntette többek között a karmelita szerzetesrendet is. A polgári lakosság plébániatemplomaként szolgált 1801-ig, majd a kialakuló papnevelés helyi központjának temploma lett. 1800-ban egy földrengés megrongálta a templom boltozatát, ezt ekkor csak részben javították ki. A templom belsejét 1903-ban, majd a második világháborút követően 1955-ben restaurálták, ekkor állították helyre a többször átfestett freskók eredeti állapotát.

## Leírása
A templom külseje közel sem árulkodik a templombelső bámulatos értékeiről. A homlokzatból kinövő torony 61 méter magas, órapárkányos, csúcsán magas, négyszög alaprajzú sisakkal. A torony magassága miatt a negyedik legmagasabb templom a városban a belvárosi dombon álló Szent István-bazilika, a felsővárosi nagytemplom és a Fő utcai ciszterci templom után. Ezenkívül ez a város legmagasabb egytornyú temploma, a három magasabb templom mindegyike kéttornyú. Közvetlenül mellé épült az 1910-ben második emelettel bővített kolostor, a későbbi papnevelde.
A Belváros többi templomához képest viszonylag kisméretű templom szépségét az arányos barokk térhatásnak, a boltívek könnyedségének, a berendezés összhangjának és a freskóknak köszönheti. A nagy ablakokon beáramló fény kiemeli a szentély, a szószék és a különleges Nepomuki Szent János-oltár részletgazdagságát.
A freskók Franz Anton Maulbertsch, osztrák művész alkotásai, Szűz Mária életét ábrázolják. A szentély mennyezetén a megváltás misztériuma tárul elénk a bűnbe esett Ádámmal és Évával. A hajó első mennyezetképe Mária mennybevitelét, a következő Mária születését ábrázolja. A freskókat rokokódíszes keret övezi, látszat-architektúra nyitja meg a távlatokat fölfelé. Különlegesen szépek a csegelyekbe festett jelenetek is.
A főoltár fölött a rokokó keretezésű Fekete Madonna kegyképet két angyal tartja. A kép a bécsi karmeliták Szűzanya ábrázolásának 18. századi másolata.
Maulbertsch alkotta a Szent Anna oktatja a gyermek Máriát című és a Szent József halálát ábrázoló festményeket, amelyek a szentély jobb illetve bal oldalán lévő mellékoltárok felett függnek. A Nepomuki Szent János-oltár és az evangéliumi oldalon lévő szószék szimmetriája hatásosan illeszkedik a térbe. A bejárattól jobbra lévő Szent Adalbert-képet egyesek ugyancsak Maulbertsch művének tartják, a kutatás azonban inkább a nagy mester egyik tanítványa, Felix Ivo Leicher alkotásának véli. A bejárattól jobbra eső mellékoltár Árpád-házi Szent Erzsébet-festmény megbontja a tér egységes harmóniáját, Túry Gyula festette 1906-ban. A padok rokokó faragványaikkal fokozzák a térhatást.
A karzat alatti bal oldali kápolnában a Kálvária jelenet-, az úgynevezett pestiskereszt-csoportját szemlélhetjük, a bajor Hauser művész alkotta. A túloldali kápolna freskóit a hagyomány szintén Maulbertsch művének tekinti, a templomot kifestető karmelita rendfőnököt ábrázolja. A kápolnák bejáratát barokk kovácsoltvas ajtók fedik.
Nem lehet említés nélkül hagyni a sekrestye feletti oratórium freskóját. Maulbertsch a megfeszített Krisztust ábrázolja rendkívüli megjelenítő erővel.

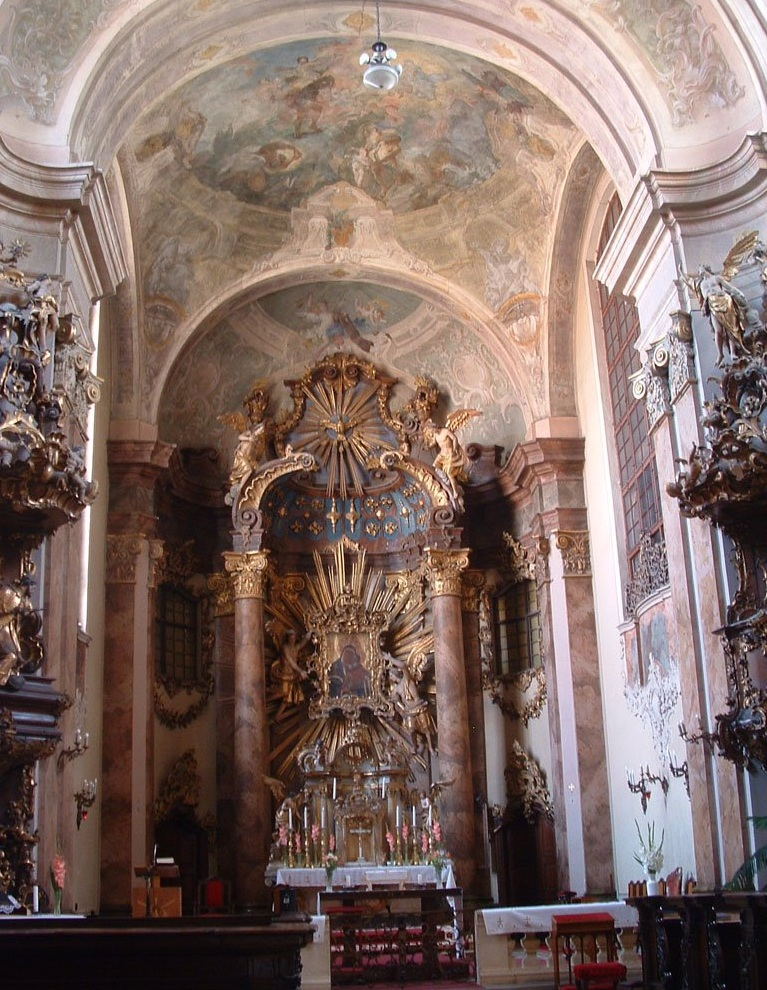
A templom hajója
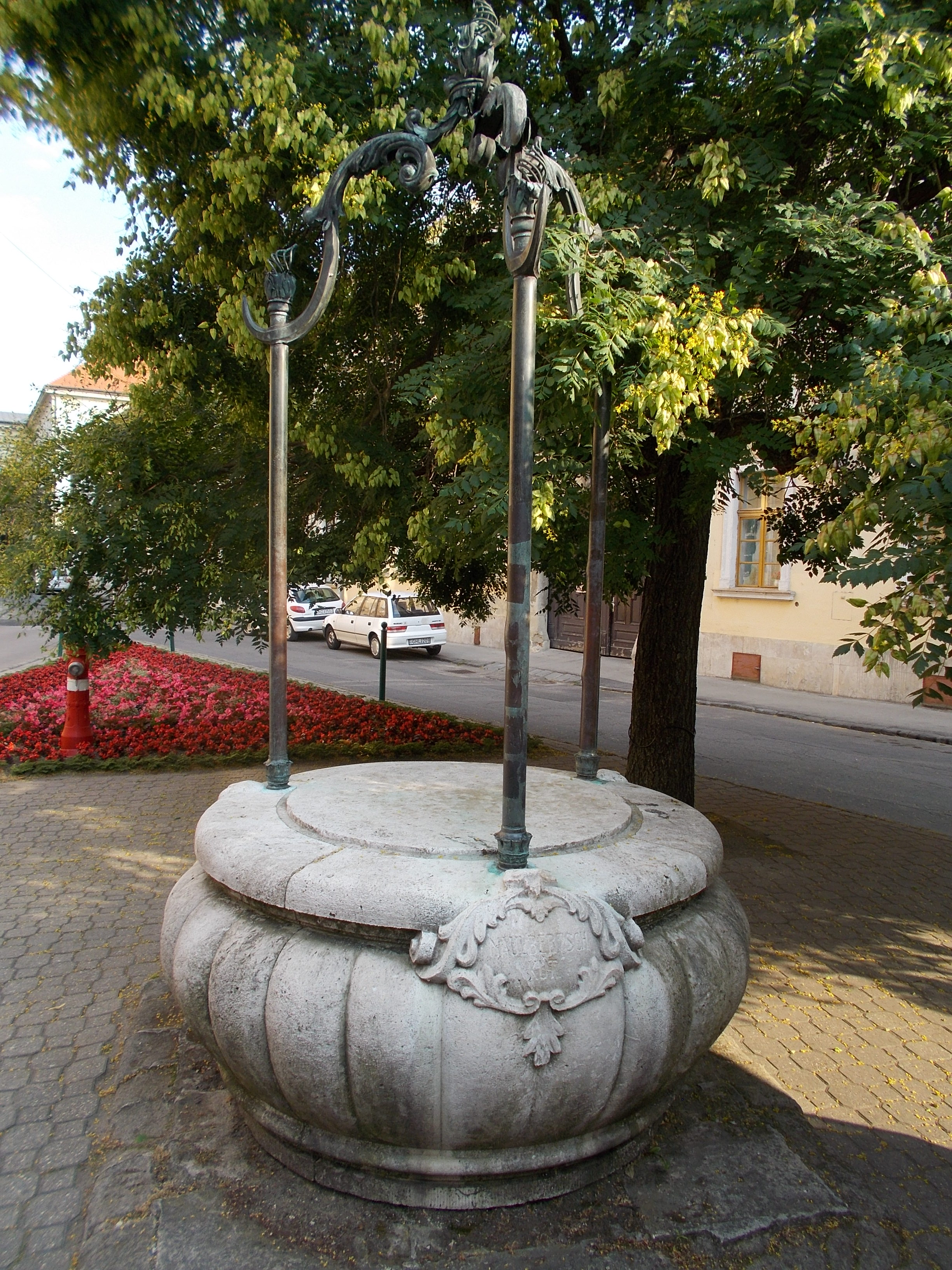
A Maulbertsch-kút a rendház melletti terecskén
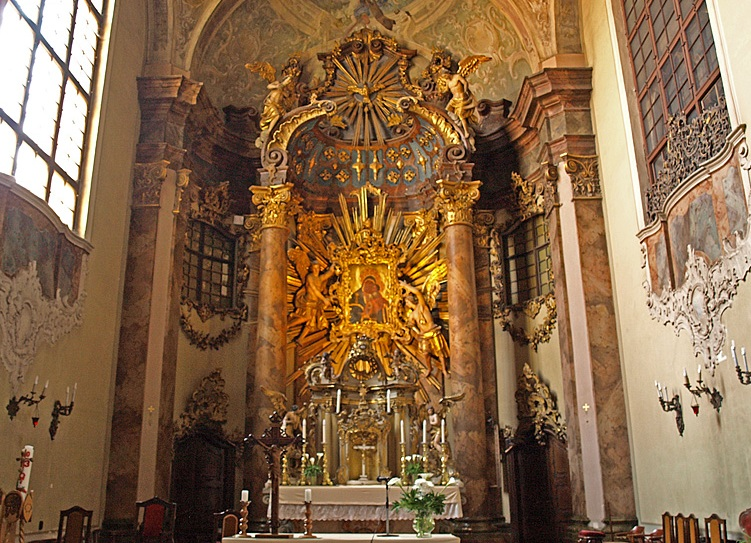
A főoltár
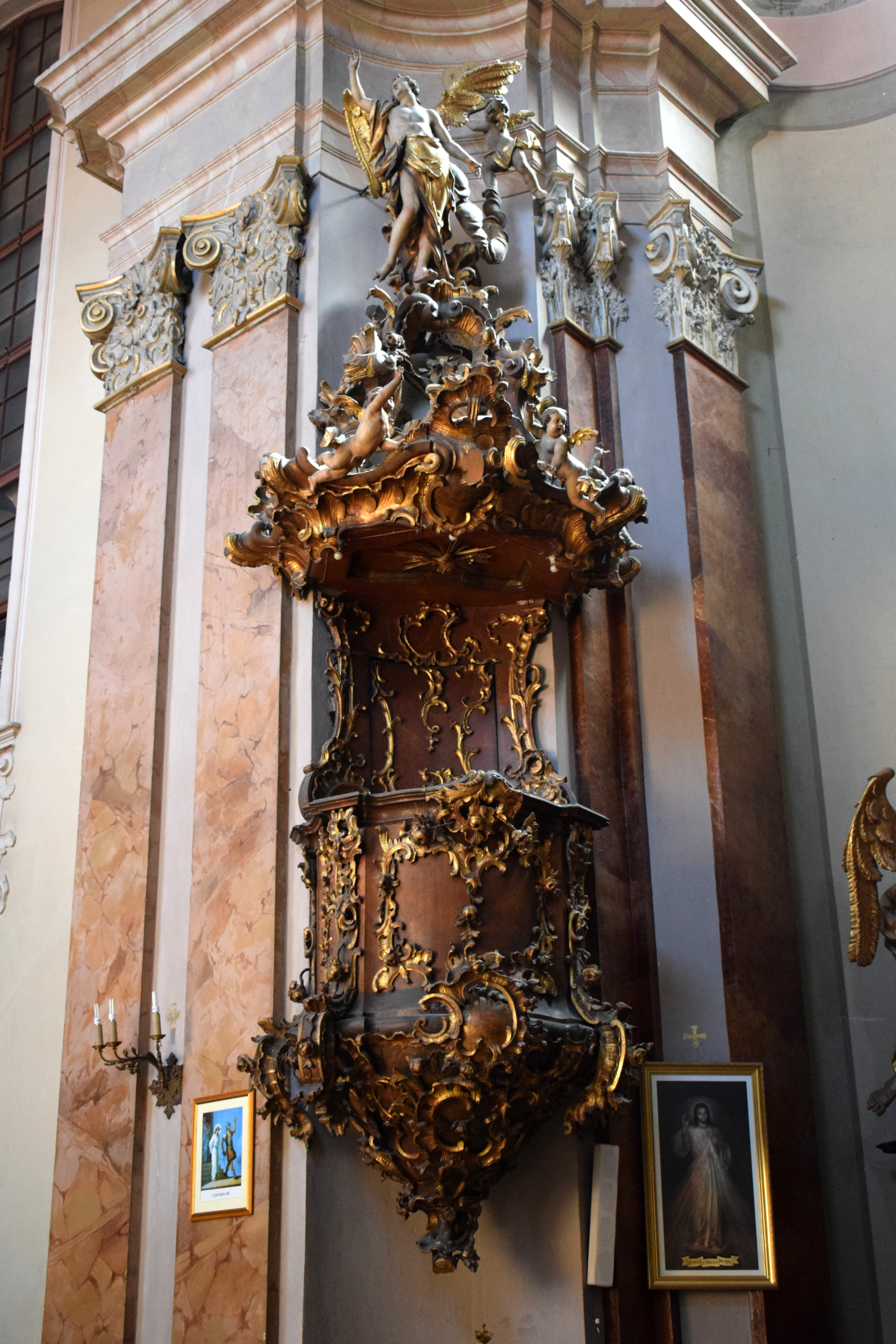
Szószék

## Harangok

### Jelenlegi harangok
A templomnak ma három harangja van. A hatvanegy méteres toronyban 2 harang lakik, míg a kolostor udvarában 1 harang található.
Toronyban lévő harangok:  
- Árpád-házi Szent Erzsébet-harang: Zechenter Antal öntötte Budán 1746-ban. Ez ma Székesfehérvár legrégebbi harangja. Tömege 600 kg, 103,5 cm alsó átmérőjű, fisz1 alaphangú harang. Felirata: "Elisabetha mi hi nomen, cunctis piis bonum omen" - "ex voto, et pia voluntate d.: Elisabethae Hiemerin istius praefati blasii filiae fusa" - magyarul:  "Nevem Erzsébet és minden jámbornak erőssége vagyok." - "Himer Erzsébet asszonynak, az említett Balázs leányának fogadalma és kegyes szándéka öntetett." A harang felső részén körbefutó német nyelvű felirat: "GOSS MICH ANTONI ZECHENTER IN OFEN ANNO 1746." - magyarul: Megöntött Zechenter Antal 1746-ban. A harang védőszentje Árpád-házi Szent Erzsébet.[3] A harang szentmisék kezdetekor és délben hallható.
- Kisharang: Tarrica Nicolae román harangöntőmester öntötte a 18. században, Bukarestben. Tömege 120 kg, 64 cm alsó átmérőjű, e2 alaphangú. Felirata: "TARRICA NICOLAE IONESCU BUCURESTI". A harang a szombati szentmise kezdetekor és este hallható.

Udvari harangː Pozdech József és Thury János öntötte valószínűleg a 19. század végén. Tömege 60 kg, kb. 35 cm alsó átmérőjű, d3 alaphangú. Használaton kívül van.

### Korábbi harangjai
A templomnak a I. világháború előtt 5 harangja volt. Ebből a közép- és a kisközép (3. legnagyobb és 2. legkisebb) harangot rekvirálták el. 1944-ben (II. világháború) a templom nagyharangját vitték el háborús célokra.
- Szent Balázs-nagyharangː 1050 kg súlyú, e1 hangú harang volt. Zechenter Antal öntötte Budán 1745-ben. A templom legnagyobb harangja volt. Felirataː „Divo Blasio hoc in loco dedicata pendeo, populum ad sacra voco et hac late gaudeo. Liberalíbus expensis Perillustris Domini Blasii Gindl fusa, atque Ecclesiae huic gratis oblata. Antoni Zehenterin Ofen Anno 1745 gegossen." - magyarulː "Szent Balázsnak ajánlva függök e helyen, a népet istentiszteletre hívom, és ennek igen örvendek. Nemes Gindl Balázs úr bőkezű költségén készültem, és ajándékul adattam ennek a templomnak. Zechenter Antal öntött Budán 1745-ben"
- Szent Sebestyén-középharangː 450 kg súlyú, a1 hangú harang volt. Szintén Zechenter Antal öntötte Budán 1745-ben. Felirataː „Ex favore et auxilio perillustris D. Sebastian! Hiemer, praefati Blasii generi. Es goss mich Antoni Zechenter in Ofen. Sancto Martyri Sebastiano sono meo laudes cano." - magyarulː "Nemes Hiemer Sebestyén úrnak, az említett Balázs vejének jóságából és segítségével Zechenter Antal öntött Budán. Szent Sebestyénnek dicséretet zengek hangommal.
- Hrabovszki-kisharangː 250 kg súlyú, c2 hangú harang volt. Zechenter Antal öntötte Budán 1745-ben. Felirata „Ex benevolo annu tu Spectabiii D. Stephani Hrabovszky sum positu Stephani honorem in hoc Carmelo, quoties pulsor, toties zelo." - magyarulː "Tekintetes Hrabovszky István úr jószándékú hozzájárulásával állíttattam ide. István tiszteletét ebben a karmelita templomban, valahányszor megkondítanak, ugyanannyiszor hirdetem."

Érdekesség, hogy a három nagyobb harang (Balázs, Erzsébet [mai nagyobbik harang], Sebestyén) a Gindl család nevéhez kapcsolódik. Az egyiket Gindl Balázs, a másikat leánya, Gindl Erzsébet és a harmadikat veje, Hiemer Sebestyén adományozta a templomnak.